# کتی کورتزمن
کتی کورتزمن (انگلیسی: Katy Kurtzman؛ زادهٔ ۱۶ سپتامبر ۱۹۶۵) بازیگر و کارگردان اهل ایالات متحده آمریکا است. وی از سال ۱۹۷۷ میلادی تاکنون مشغول فعالیت بوده‌است.
از آثار او می‌توان به بازی در سریال تلویزیونی خانه کوچک، هاوایی فایو-او، دودمان، انتقام و آناتومی گری اشاره نمود.